# Facundo Bagnis
Facundo Bagnis (* 27. Februar 1990 in Rosario) ist ein argentinischer Tennisspieler.

## Leben und Karriere
Bagnis konnte zunächst vor allem auf der ATP Challenger Tour Erfolge erzielen. So gewann er 2011 seine ersten Turniere: Im März sicherte er sich zusammen mit Federico Delbonis den Doppeltitel in Salinas, ehe er nur einen Monat später im April den ersten Einzeltitel feiern konnte. Er besiegte in Barranquilla seinen Landsmann Diego Junqueira nach 1:6, 6:6-Rückstand noch mit 1:6, 7:6, 6:0.
Im selben Jahr, aber bereits im Januar, gab er sein Debüt auf der World Tour in Chile bei den Movistar Open. In der ersten Runde unterlag er dem späteren Finalisten Santiago Giraldo in drei Sätzen. Sein erstes Spiel auf der World Tour gewann er 2012 bei der Copa Claro in Buenos Aires, als er Leonardo Mayer in drei Sätzen schlagen konnte. Im Achtelfinale blieb er gegen David Ferrer chancenlos.
Im Juli 2013 gewann er an der Seite von Thomaz Bellucci das ATP-Turnier in Stuttgart; sie bezwangen im Finale die beiden Polen Tomasz Bednarek und Mateusz Kowalczyk. Durch seinen ersten World-Tour-Titel im Doppel stieß er auf Rang 87 der Doppel-Weltrangliste vor, womit er erstmals unter den Top 100 verzeichnet wurde. Bei den French Open 2014 qualifizierte er sich erstmals für ein Grand-Slam-Turnier. In der ersten Runde besiegte er auch sogleich Julien Benneteau mit 18:16 im fünften Satz.

## Erfolge
| Legende (Anzahl der Siege)  |
| Grand Slam                  |
| ATP World Tour Finals       |
| ATP World Tour Masters 1000 |
| ATP World Tour 500          |
| ATP World Tour 250 (1)      |
| ATP Challenger Tour (30)    |

| ATP-Titel nach Belag |
| Hartplatz (0)        |
| Sand (1)             |
| Rasen (0)            |

### Einzel

#### Turniersiege

##### ATP Challenger Tour
| Nr. | Datum              | Turnier               | Belag | Finalgegner              | Ergebnis             |
| --- | ------------------ | --------------------- | ----- | ------------------------ | -------------------- |
| 1.  | 3. April 2011      | Barranquilla          | Sand  | Diego Junqueira          | 1:6, 7:64, 6:0       |
| 2.  | 8. Juli 2012       | Arad                  | Sand  | Victor Hănescu           | 6:4, 6:4             |
| 3.  | 10. März 2013      | Santiago de Chile (1) | Sand  | Thiemo de Bakker         | 7:62, 7:63           |
| 4.  | 15. September 2013 | Cali                  | Sand  | Facundo Argüello         | 2:6, 6:4, 6:3        |
| 5.  | 15. März 2015      | Santiago de Chile (2) | Sand  | Guilherme Clezar         | 6:2, 5:7, 6:2        |
| 6.  | 17. Januar 2016    | Buenos Aires-2        | Sand  | Arthur De Greef          | 6:3, 6:2             |
| 7.  | 24. Januar 2016    | Rio de Janeiro        | Sand  | Guilherme Clezar         | 6:4, 4:6, 6:2        |
| 8.  | 13. März 2016      | Santiago de Chile (3) | Sand  | Rogério Dutra da Silva   | 6:73, 6:4, 6:3       |
| 9.  | 1. Oktober 2016    | Medellín              | Sand  | Caio Zampieri            | 6:73, 7:5, 6:2       |
| 10. | 9. Oktober 2016    | Campinas              | Sand  | Carlos Berlocq           | 5:7, 6:2, 3:0 aufgg. |
| 11. | 12. November 2016  | Bogotá                | Sand  | Horacio Zeballos         | 3:6, 6:3, 7:64       |
| 12. | 24. Juni 2018      | L’Aquila              | Sand  | Paolo Lorenzi            | 2:6, 6:3, 6:4        |
| 13. | 5. Oktober 2020    | Biella                | Sand  | Blaž Kavčič              | 6:74, 6:4 aufgg.     |
| 14. | 11. Juli 2021      | Salzburg              | Sand  | Federico Coria           | 6:4, 3:6, 6:2        |
| 15. | 3. April 2022      | Pereira               | Sand  | Facundo Mena             | 6:3, 6:0             |
| 16. | 23. Oktober 2022   | Ambato                | Sand  | João Lucas Reis da Silva | 7:67, 6:4            |
| 17. | 21. Januar 2024    | Buenos Aires          | Sand  | Mariano Navone           | 7:5, 1:6, 7:5        |

#### Finalteilnahmen
| Nr. | Datum            | Turnier           | Belag | Finalgegner     | Ergebnis       |
| --- | ---------------- | ----------------- | ----- | --------------- | -------------- |
| 1.  | 14. März 2021    | Santiago de Chile | Sand  | Cristian Garín  | 4:6, 7:63, 5:7 |
| 2.  | 11. Februar 2024 | Córdoba           | Sand  | Luciano Darderi | 1:6, 4:6       |

### Doppel

#### Turniersiege

##### ATP World Tour
| Nr. | Datum         | Turnier   | Belag | Partner         | Finalgegner                       | Ergebnis         |
| --- | ------------- | --------- | ----- | --------------- | --------------------------------- | ---------------- |
| 1.  | 14. Juli 2013 | Stuttgart | Sand  | Thomaz Bellucci | Tomasz Bednarek Mateusz Kowalczyk | 2:6, 6:4, [11:9] |

##### ATP Challenger Tour
| Nr. | Datum              | Turnier        | Belag | Partner           | Finalgegner                         | Ergebnis          |
| --- | ------------------ | -------------- | ----- | ----------------- | ----------------------------------- | ----------------- |
| 1.  | 6. März 2011       | Salinas        | Sand  | Federico Delbonis | Rogério Dutra da Silva João Souza   | 6:2, 6:1          |
| 2.  | 21. Oktober 2012   | Villa Allende  | Sand  | Diego Junqueira   | Ariel Behar Guillermo Durán         | 6:1, 6:2          |
| 3.  | 5. November 2012   | Guayaquil      | Sand  | Martín Alund      | Leonardo Mayer Martín Ríos Benítez  | 7:5, 7:65         |
| 4.  | 14. April 2013     | Barranquilla   | Sand  | Federico Delbonis | Fabiano de Paula Stefano Ianni      | 6:3, 7:5          |
| 5.  | 3. Mai 2014        | Cali           | Sand  | Eduardo Schwank   | Nicolás Barrientos Eduardo Struvay  | 6:3, 6:3          |
| 6.  | 21. September 2014 | Campinas       | Sand  | Diego Schwartzman | André Ghem Fabrício Neis            | 7:64, 5:7, [10:7] |
| 7.  | 18. Oktober 2014   | San Juan       | Sand  | Martín Alund      | Diego Schwartzman Horacio Zeballos  | 4:6, 6:3, [10:7]  |
| 8.  | 19. April 2015     | Sarasota       | Sand  | Facundo Argüello  | Chung Hyeon Divij Sharan            | 3:6, 6:2, [13:11] |
| 9.  | 30. Mai 2015       | Vicenza        | Sand  | Guido Pella       | Salvatore Caruso Federico Gaio      | 6:2, 6:4          |
| 10. | 16. Januar 2016    | Buenos Aires   | Sand  | Máximo González   | Sergio Galdós Christian Lindell     | 6:1, 6:2          |
| 11. | 3. März 2018       | Punta del Este | Sand  | Ariel Behar       | Simone Bolelli Alessandro Giannessi | 6:2, 7:67         |
| 12. | 10. November 2019  | Montevideo     | Sand  | Andrés Molteni    | Orlando Luz Rafael Matos            | 6:4, 5:7, [12:10] |
| 13. | 10. Juli 2021      | Salzburg       | Sand  | Sergio Galdós     | Robert Galloway Alex Lawson         | 6:0, 6:3          |

## Abschneiden bei Grand-Slam-Turnieren

### Einzel
| Turnier         | 2010 | 2011 | 2012 | 2013 | 2014 | 2015 | 2016 | 2017 | 2018 | 2019 | 2020 | 2021 | 2022 | 2023 | 2024 | 2025 | Karriere |
| --------------- | ---- | ---- | ---- | ---- | ---- | ---- | ---- | ---- | ---- | ---- | ---- | ---- | ---- | ---- | ---- | ---- | -------- |
| Australian Open | —    | —    | Q1   | —    | —    | —    | —    | 1    | Q1   | Q1   | Q2   | Q1   | 1    | 1    | Q1   | —    | 1        |
| French Open     | —    | Q2   | Q1   | Q1   | 2    | Q2   | 2    | Q1   | Q2   | Q1   | Q2   | 2    | 1    | Q3   | Q3   | Q1   | 2        |
| Wimbledon       | —    | Q1   | —    | —    | —    | 1    | 1    | 1    | Q1   | Q1   |      | 1    | 1    | —    | Q1   | Q1   | 1        |
| US Open         | Q1   | Q1   | Q2   | Q2   | 1    | Q3   | 1    | Q2   | 1    | Q2   | —    | 3    | 1    | Q2   | Q1   |      | 3        |

Zeichenerklärung: S = Turniersieg; F, HF, VF, AF = Einzug ins Finale / Halbfinale / Viertelfinale / Achtelfinale; 1, 2, 3 = Ausscheiden in der 1. / 2. / 3. Hauptrunde; Q1, Q2, Q3 = Ausscheiden in der 1. / 2. / 3. Qualifikationsrunde; nicht ausgetragen